# Янга, Гаспар
Гаспар Янга (исп. Gaspar Yanga, также известный как Янга, Нага или Ньянга) — предводитель восстания беглых чёрных мексиканцев (маронов), произошедшего в 1570 в районе Кордовы и Орисаба (ныне центр города Веракрус) в Мексике. Считался потомком королевского рода из Габона.
После неудачной попытки подавить восстание колониальные власти Новой Испании в 1608 пошли на переговоры с ним. Община маронов была вынуждена несколько раз переселиться, пока в 1655 она не осела постоянно в местности, названной Сан-Лоренсо-де-Лос-Негрос, позднее переименованной в Сан-Лоренсо-Серральво, а в 1932 в Янга.
Уже с 1523 г. известны сообщения о маронах, бежавших от рабства и поселившихся в регионе Оахака. В некоторых случаях маронам удалось отбить военные атаки и успешно вести переговоры с колониальными властями: они получили свободу и признание своих поселений.
Жизнь Гаспара Янга была забыта, пока упоминания о нём в хрониках не обнаружил в 19-м веке Висенте Рива Паласио, который популяризировал историю и добился признания его национальным героем Мексики.